# Alfred Wilke (Beamter)
Alfred Wilke (geboren am 18. April 1869 in Gnesen; gestorben nach 1929) war ein preußischer Verwaltungsbeamter und von 1916 bis 1918 Landrat des Kreises Dinslaken.

## Leben
Der unverheiratet gebliebene Alfred Wilke war der Sohn eines Kreisphysikus. Nach dem Studium der Rechtswissenschaften mit Ablegung des ersten Staatsexamens 1891 zum Gerichtsreferendar ernannt, wechselte er 1893 als Regierungsreferendar in den preußischen Verwaltungsdienst. Mit bestandenem zweiten Staatsexamen und unter Ernennung zum Regierungsassessor fand Wilke ab 1896 bei der Einkommensteuerveranlagungskommission in Hannover Beschäftigung. Seine weiteren Dienststationen führten ihn als Regierungsrat an die Regierung in Düsseldorf und zuletzt als Regierungsdirektor an die Regierung in Merseburg. Dort trat er 1929 in den Ruhestand.
In der Nachfolge von Emil von Wülfing war Wilke vom 1. Dezember 1916 bis November 1918 Landrat des Kreises Dinslaken.